# 施蒂希特湖

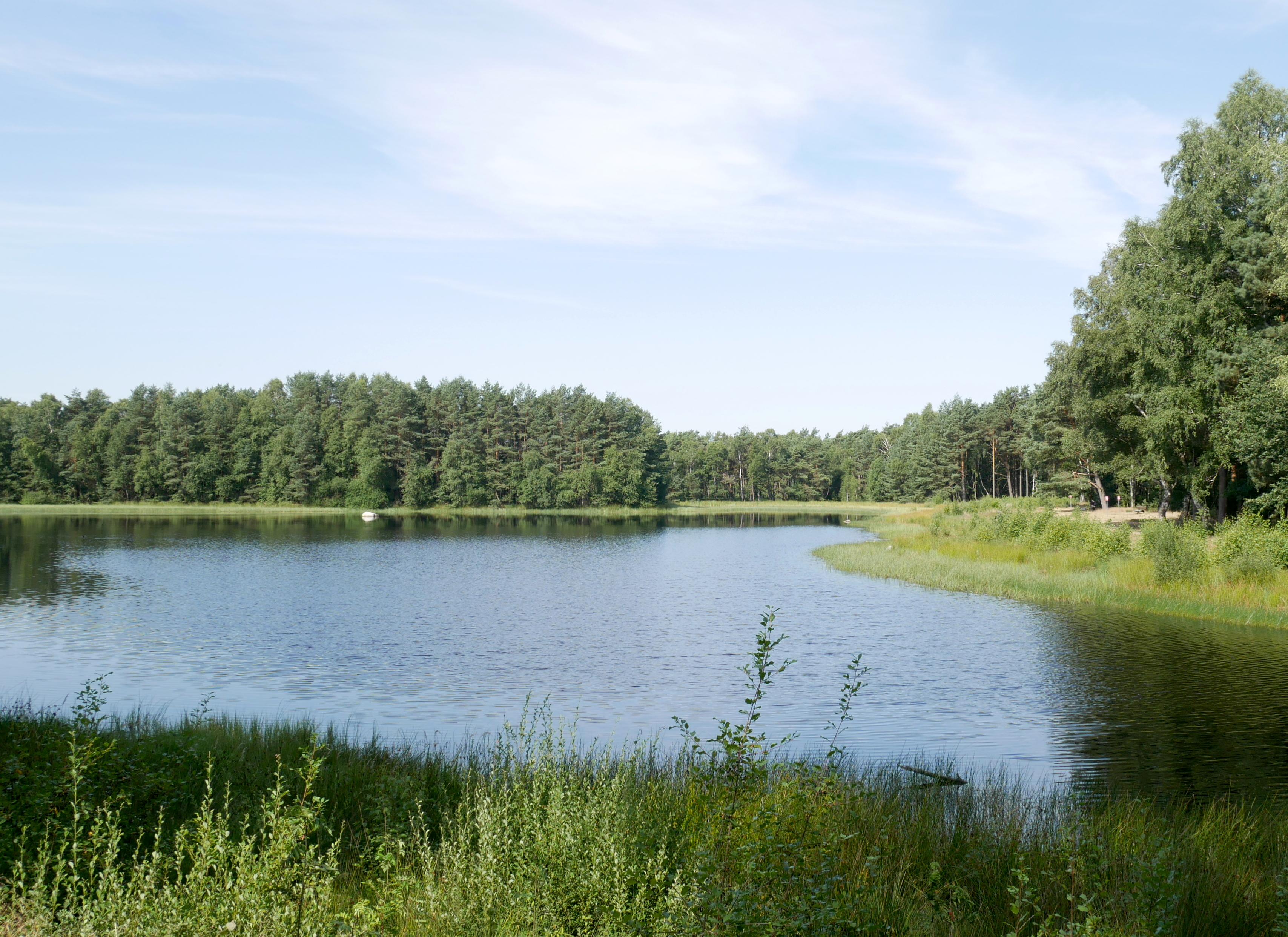

53°00′33″N 9°42′02″E / 53.009064°N 9.700456°E
施蒂希特湖（德語：Stichter See），是德國的湖泊，位於該國西北部，由下薩克森州負責管轄，處於索爾陶-法靈博斯特爾縣，長0.3公里、寬0.2公里，面積0.03平方公里，海拔高度76米，最大水深1米，湖岸線長度0.8公里。